# Eleccions al Landtag de Baviera de 1974
Les eleccions al Landtag de Baviera de 1974 van ser guanyades per la Unió Social Cristiana de Baviera (CSU) amb majoria absoluta. La SPD perd més escons i la FPD esdevé la tercera força política, però força lluny de la CSU.
| Partit            | Percentatge | Escons |
| ----------------- | ----------- | ------ |
| CSU               | 62,5        | 132    |
| SPD               | 30,0        | 64     |
| FPD               | 5,2         | 8      |
| NPD               | 1,0         | -      |
| Partit de Baviera | 0,7         | -      |
| DKP               | 0,4         | -      |